# Festucula
Festucula Simon, 1901 è un genere di ragni appartenente alla Famiglia Salticidae.

## Distribuzione
Le tre specie oggi note di questo genere sono diffuse in Africa orientale, centrale e meridionale; la F. vermiformis è endemica del solo Egitto.

## Tassonomia
A dicembre 2010, si compone di tre specie:
- Festucula festuculaeformis (Lessert, 1925) — Africa centrale, orientale e meridionale
- Festucula lawrencei Lessert, 1933 — Angola, Tanzania
- Festucula vermiformis Simon, 1901[2] — Egitto

### Nomina dubia
- Festucula lineata Simon, 1901; l'unico esemplare femminile reperito in Senegal da Simon, a seguito di uno studio dell'aracnologa Wesolowska del 1992 è da ritenersi nomen dubium, contra uno studio del biologo e aracnologo Fage del 1923[1]
- Festucula monticola Berland & Millot, 1941; l'unico esemplare femminile reperito in Africa occidentale, a seguito di uno studio dell'aracnologa Wesolowska del 1992 è da ritenersi nomen dubium[1]